# 米莱托
米莱托（義大利語：Mileto），是意大利维博瓦伦蒂亚省的一个市镇。总面积34.94平方公里，人口7046人，人口密度201.7人/平方公里（2009年）。